# エル・ディアリオ
『エル・ディアリオ』（eldiario.es）は、スペインを拠点とするスペイン語のオンライン新聞である。2012年に設立され、2012年9月18日から閲覧を行っている。編集元はディアリオ・デ・プレンサ・ディヒタル株式会社。

## 特色
2007年から2009年まで『プブリコ』紙の編集長だったジャーナリストのイグナシオ・エスコラールが編集責任者である。『プブリコ』紙は印刷媒体を発行を終了したため、かつて『プブリコ』に関わっていた多くのスタッフが『エル・ディアリオ』に関わっている。2016年には3,680,172ユーロの収入があり、3,184,280ユーロの支出があり、収支は340,030ユーロだった。『クアドルノス』という名称の季刊のモノグラフを発行しており、左派知識人を標的市場としている。

## ライセンス
『エル・ディアリオ』の文章にはクリエイティブ・コモンズ・ライセンスが採用されており、中でも営利目的での複製や再配布が可能なCC BY-SAが適用される。ただし2つの例外があり、まず第一にEFEやヨーロッパ・プレスなど第三者の通信社やその他の企業の発行物（文章、写真、画像、情報）には適用されない。それらの発行物に対するすべての権利は発行者が有しており、発行者の同意がなければ複製や再配布を行うことができない。第二に漫画家による漫画はクリエイティブ・コモンズ・ライセンスが採用されるが、営利目的では使用できないCC BY-NCが適用される。